# Роздольненський сільський округ
Роздо́льненський сільський округ (каз. Раздольный ауылдық округі, рос. Раздольненский сельский округ) — адміністративна одиниця у складі Байтерецького району Західноказахстанської області Казахстану. Адміністративний центр — село Роздольне.
Населення — 566 осіб (2021; 751 у 2009, 837 у 1999, 815 у 1989).
Станом на 1989 рік існувала Роздольна сільська рада (села Балабаново, Красний Свєт, Роздольне, Чирово) колишнього Приурального району. Пізніше села Балабаново та Чирово утворили окремий Чировський сільський округ. Станом на 1999 рік округ називався Роздольним.

## Склад
До складу округу входять такі населені пункти:
| Населений пункт | Старі назви  | Населення, осіб (1989) | Населення, осіб (1999) | Населення, осіб (2009) | Населення, осіб (2021) |
| --------------- | ------------ | ---------------------- | ---------------------- | ---------------------- | ---------------------- |
| Акбідай, село   | Красний Свєт | 142                    | 174                    | 169                    | 79                     |
| Роздольне, село | -            | 673                    | 663                    | 582                    | 487                    |